# Datronia
Datronia Donk (jamczatka) – rodzaj grzybów z rodziny żagwiowatych (Polyporaceae).

## Systematyka i nazewnictwo
Pozycja w klasyfikacji według Index Fungorum: Polyporaceae, Polyporales, Incertae sedis, Agaricomycetes, Agaricomycotina, Basidiomycota, Fungi.
Polską nazwę nadał Stanisław Domański w 1965 r.
Według Index Fungorum Diatronia to synonim rodzaju Cerioporus Quél. 1886.

## Gatunki
- Datronia africana Ryvarden 2019
- Datronia perstrata (Corner) T. Hatt. & Sotome 2013
- Datronia taylorii (Murrill) Ryvarden 2015
- Datronia ustulatiligna Harpr. Kaur, G. Kaur & Dhingra 2015

Nazwy naukowe na podstawie Index Fungorum.
W Polsce występuje Datronia perstrata.